# خورخي ماركيز غوميز
خورخي ماركيز غوميز (بالإسبانية: Jorge Márquez Gómez) هو لاعب كرة قدم فنزويلي، ولد في 25 يونيو 1988 في ماراكاي في فنزويلا. لعب مع نادي كارابوبو.

## وصلات خارجية
- خورخي ماركيز غوميز على موقع Soccerway.com (الإنجليزية)